# Erdődy Gábor Antal
Monyorókeréki gróf Erdődy Gábor Antal (Pozsony, 1684. szeptember 27. – Eger, 1744. szeptember 26.) egri püspök.

## Élete
Erdődy Kristóf koronaőr, tárnokmester és Pálffy Zsuzsanna fia volt. Pozsonyban és 1698-ban Nagyszombatban végezte tanulmányait. Gömöri főesperes, 1708. december 31-től sasvári főesperes volt. 1707-ben a király kinevezte győri, 1708. december 31-én esztergomi kanonoknak. 1711. október 31-én esztergomi nagyprépost és arbei választott püspök, 1712. június 6-tól az egri püspök kinevezett helyettese lett, ezt a címet később visszavonták. 1713. március 24-től utódlási joggal lett Telekessy megyés püspöknek a coadjutora, ezen tisztségében XI. Kelemen pápa megerősítette 1714. december 19-én, s egyúttal a numidiai Fesse-Sesseiton püspökének is kinevezte. 
1715. január 15-én szentelték püspökké a bécsi udvari kápolnában, majd március 4-én, Telekessy halálát követően egri megyés püspök és Heves és Külső-Szolnok vármegye főispánja lett. 30 évig viselte e tisztséget és csupán két ízben tartott vármegyei közgyűlést a törvények ellenére. A kiskörei, maklári, sarudi, tiszaroffi református templomokat elvette, majd elrendelte előbb 1726-ban a mezőtúri templomtorony, 1730-ban pedig vármegyei határozattal a törökszentmiklósi, tiszafüredi, tiszaföldvári református templomok lerombolását. A szegények iránti bőkezűségéről is ismert volt.

## Munkái
- Opusculum theologicum, in quo queritur, an et qualiter possit princeps, magistratus, dominus catholicus, in ditione sua retinere haereticos; vel contra poenis eos, aut exilio ad fidem catholicam amplectendam cogere? Tyrnaviae, 1721 (Névtelenül. E. G. gróf költségén nyomatott. Császári parancsra elkoboztatott. L. Cyprian Erneszt Salamon, Suppl. ad hist. eccl. 91. l. E munkát Timon Sámuelnek is tulajdonítják.)
- Submissima gratulabundorum regni Hungariae statuum et ordinum in adventu imperatoriae nec non Germaniae, Hungariae et Bohemiae Regiae majestatis Caroli VI… ad Limites fati regni adventantis, et in Farkasfalu vulgo Wolfsthal subsistentis per… cum compluribus condeputatis peracta salutatio. Die 7 Julii 1722. Hely n.
- Allerunterthänigste Begrüssung… Caroli VI…. den 7. Juli 1722. Hely n.

Kéziratban: Antiphonate pro festis et dominicis 1702. 4rét.